# Leo (îlot)
Pour les articles homonymes, voir Leo.
Leo (en marshallais Lio) est un îlot de l’atoll d’Ebon, dans les Îles Marshall. Il est situé à l'est de l’atoll et est inhabité.